# ميرانو
ميرانو (بالإيطالية: Merano)‏ مدينة بمقاطعة جنوب تيرول شمال إيطاليا.

## مناخ
| البيانات المناخية لـ{{{location}}}  | البيانات المناخية لـ{{{location}}} | البيانات المناخية لـ{{{location}}} | البيانات المناخية لـ{{{location}}} | البيانات المناخية لـ{{{location}}} | البيانات المناخية لـ{{{location}}} | البيانات المناخية لـ{{{location}}} | البيانات المناخية لـ{{{location}}} | البيانات المناخية لـ{{{location}}} | البيانات المناخية لـ{{{location}}} | البيانات المناخية لـ{{{location}}} | البيانات المناخية لـ{{{location}}} | البيانات المناخية لـ{{{location}}} | البيانات المناخية لـ{{{location}}} |
| الشهر                               | يناير                              | فبراير                             | مارس                               | أبريل                              | مايو                               | يونيو                              | يوليو                              | أغسطس                              | سبتمبر                             | أكتوبر                             | نوفمبر                             | ديسمبر                             | المعدل السنوي                      |
| ----------------------------------- | ---------------------------------- | ---------------------------------- | ---------------------------------- | ---------------------------------- | ---------------------------------- | ---------------------------------- | ---------------------------------- | ---------------------------------- | ---------------------------------- | ---------------------------------- | ---------------------------------- | ---------------------------------- | ---------------------------------- |
| الدرجة القصوى °م (°ف)               | 21 (70)                            | 23 (73)                            | 27 (81)                            | 31 (88)                            | 37 (99)                            | 39 (102)                           | 40 (104)                           | 40 (104)                           | 35 (95)                            | 29 (84)                            | 21 (70)                            | 19 (66)                            | 40 (104)                           |
| متوسط درجة الحرارة الكبرى °م (°ف)   | 6.4 (43.5)                         | 9.6 (49.3)                         | 15.1 (59.2)                        | 18.8 (65.8)                        | 23.5 (74.3)                        | 27.2 (81.0)                        | 29.6 (85.3)                        | 28.6 (83.5)                        | 23.7 (74.7)                        | 17.9 (64.2)                        | 10.9 (51.6)                        | 6.5 (43.7)                         | 18.2 (64.8)                        |
| المتوسط اليومي °م (°ف)              | 1.3 (34.3)                         | 3.8 (38.8)                         | 8.4 (47.1)                         | 12.0 (53.6)                        | 16.4 (61.5)                        | 19.8 (67.6)                        | 21.9 (71.4)                        | 21.3 (70.3)                        | 17.1 (62.8)                        | 12.1 (53.8)                        | 5.7 (42.3)                         | 1.7 (35.1)                         | 11.8 (53.2)                        |
| متوسط درجة الحرارة الصغرى °م (°ف)   | −4.0 (24.8)                        | −2.3 (27.9)                        | 1.6 (34.9)                         | 5.0 (41.0)                         | 9.3 (48.7)                         | 12.4 (54.3)                        | 14.2 (57.6)                        | 13.9 (57.0)                        | 10.2 (50.4)                        | 6.1 (43.0)                         | 0.5 (32.9)                         | −3.3 (26.1)                        | 5.3 (41.5)                         |
| أدنى درجة حرارة °م (°ف)             | −19 (−2)                           | −13 (9)                            | −12 (10)                           | −4 (25)                            | −2 (28)                            | 2 (36)                             | 2 (36)                             | 1 (34)                             | −2 (28)                            | −8 (18)                            | −10 (14)                           | −13 (9)                            | −19 (−2)                           |
| الهطول مم (إنش)                     | 26.4 (1.04)                        | 24.5 (0.96)                        | 36.9 (1.45)                        | 61.7 (2.43)                        | 80.0 (3.15)                        | 94.7 (3.73)                        | 83.8 (3.30)                        | 96.3 (3.79)                        | 72.3 (2.85)                        | 74.9 (2.95)                        | 84.5 (3.33)                        | 37.9 (1.49)                        | 773.8 (30.46)                      |
| المصدر: Landeswetterdienst Südtirol |                                    |                                    |                                    |                                    |                                    |                                    |                                    |                                    |                                    |                                    |                                    |                                    |                                    |

## مجتمع

### اللغة
وفقا لتقديرات سنة 2011، فإن اللغات الرئيسية المستخدمة في المدينة هي اللغة الإيطالية (حوالي 50.47%) والألمانية (49.06%) وأقلية صغيرة تتحدث اللادينية (0.47%).

## المدن التوأم
- سالزبورغ، النمسا.